# Tresses
Tresses é uma comuna francesa na região administrativa da Nova Aquitânia, no departamento da Gironda. Estende-se por uma área de 11,53 km². Em 2010 a comuna tinha 4 872 habitantes (densidade: 422,5 hab./km²).